# Kathy Bates
Kathleen Doyle "Kathy" Bates, född 28 juni 1948 i Memphis, Tennessee, är en amerikansk skådespelare. Bates Oscarbelönades för bästa kvinnliga huvudroll för rollen som Annie Wilkes i Lida.

## Biografi
Kathy Bates intresse för skådespeleri vaknade under studietiden och kort efter att hon tagit studenten flyttade hon till New York för att inleda sin professionella skådespelarkarriär. Hon började på Broadway och 1971 fick hon sin första filmroll i Miloš Formans film Taking Off och därefter började karriären ta fart, det stora genombrottet skulle dock låta vänta på sig. 
1990 slog hon så igenom i rollen som den psykotiska Annie Wilkes i filmen Lida, en roll hon Oscarbelönades för. Året efter följdes succén upp av Stekta gröna tomater på Whistle Stop Café och därmed hade hon etablerat sig som en av USA:s mest populära skådespelare. 1997 spelade hon rollen som Molly Brown i Titanic, som totalt spelat in över två miljarder dollar världen över.
Hon har bland annat medverkat i TV-serierna 2 1/2 män, där hon fick rollen som Charlie Harpers spöke, samt American Horror Story.

## Filmografi (urval)
- 1971 – Taking Off
- 1988 – Arthur - skakad, inte rörd
- 1990 – Dick Tracy
- 1990 – Lida
- 1991 – Stekta gröna tomater på Whistle Stop Café
- 1995 – Dolores Claiborne
- 1996 – The Late Shift (TV-film)
- 1997 – Titanic
- 1998 – Spelets regler
- 1998 – Waterboy
- 1999 – Annie
- 1999 – Vem sköt Victor Fox?
- 2001 – American Outlaws
- 2001 – Rat Race - sk(r)attjakten
- 2002 – Dragonfly
- 2002 – About Schmidt
- 2003–2005 – Six Feet Under (TV-serie)
- 2004 – Jorden runt på 80 dagar
- 2004 – Alla hans ex
- 2006 – Hemma bäst
- 2006 – Min vän Charlotte (röst)
- 2007 – Bee Movie (röst)
- 2007 – Guldkompassen (röst)
- 2007 – P.S. I Love You
- 2008 – Revolutionary Road
- 2008 – The Day the Earth Stood Still
- 2009 – Chéri
- 2009 – Personal Effects
- 2009 – The Blind Side
- 2010 – Valentine's Day
- 2010 – Earthbound
- 2011–2012 – Harry's Law (TV-serie)
- 2011 – Midnatt i Paris
- 2012 – 2 1/2 män, avsnitt Why We Gave Up Women (gästroll i TV-serie)
- 2013–2015 – American Horror Story (TV-serie)
- 2019 – The Highwaymen
- 2019 – Richard Jewell